# جوائز أفلام غانا
جوائز أفلام غانا (بالإنجليزية: Ghana Movie Awards)‏ هي جائزة أفلام سنوية تُمنح للمتميزين في صناعة السينما الغانية. عقدت الطبعة الأولى في 25 ديسمبر 2010 في مركز أكرا الدولي للمؤتمرات. في عام 2017 فقط لم يُقام الحفل بسبب منح الامتياز لشركة (Zylofon media) في ذلك العام.

## الفئات
فيما يلي الفئات التي يُتنافس ضمنها اعتبارا من عام 2015:
- أفضل صورة
- أفضل مخرج
- أفضل ممثل في دور البطولة
- أفضل ممثلة في دور البطولة
- أفضل ممثل في دور ثانوي
- أفضل ممثلة في دور ثانوي
- أفضل سيناريو مقتبس أو أصلي
- أفضل موسيقى تصويرية
- أفضل أغنية أصلية
- أفضل مونتاج
- أفضل تصوير سينمائي
- أفضل تصميم إنتاج
- أفضل أزياء وخزانة ملابس
- أفضل مكياج وشعر
- أفضل مؤثرات بصرية
- أفضل مونتاج ومزج الصوت
- أفضل إخراج
- أفضل ممثل (مسلسل تلفزيوني)
- أفضل ممثلة (مسلسل تلفزيوني)
- أفضل ممثلة في تعاون أفريقي
- أفضل ممثل في تعاون أفريقي
- اكتشاف العام
- الممثل المفضل
- الممثلة المفضلة
- أفضل فيلم قصير
- أفضل فيلم رسوم متحركة قصير
- أفضل فيلم وثائقي

## روابط خارجية
- جوائز أفلام غانا على موقع IMDb (الإنجليزية)